# Směrnice o odpadních elektrických a elektronických zařízeních

Logo WEEE

Směrnice o odpadních elektrických a elektronických zařízeních (OEEZ, anglicky The Waste Electrical and Electronic Equipment Directive - WEEE Directive) byla přijata 27. ledna 2003 společně se směrnicí o omezení užívání některých nebezpečných látek v elektronických a elektrických zařízeních (RoHS).
Směrnice byla novelizována jako Směrnice Evropského parlamentu a Rady 2012/19/EU ze dne 4. července 2012 o odpadních elektrických a elektronických zařízeních (OEEZ).  

## Důvody a zásady
Odůvodnění směrnice je dvojí. Vzhledem k rostoucí produkci a spotřebě elektrických a elektronických zařízení vzniká potřeba chránit životní prostředí před tímto druhem odpadu, protože ani běžné způsoby zpracování komunálního odpadu nelikvidují látky v zařízení obsažené uspokojivým způsobem. Elektrozařízení obsahují nejen látky nevhodné nebo nebezpečné pro životní prostředí, ale i poměrně vzácné. Druhým důvodem je tedy získání druhotných surovin.
Řešením je zavedení odděleného systému sběru elektroodpadů a vybudování recyklačních linek. Směrnice kromě tohoto řeší i cílové kvóty elektroodpadu předaného k recyklaci a problematiku kolem transportu elektroodpadu.

## Novelizace
Nové znění z roku 2012 zásadním způsobem mění jak předepsané procento recyklovaného elektroodpadu tak i rozsah elektrických a elektronických zařízení, na které se nejpozději od 15.8.2018 vztahuje. Pro velkou komplikovanost se podobně jako v původní verzi nesledují konkrétní látky, ale bere se prostá hmotnost elektropřístrojů.
Namísto dosavadního cíle separovaného 4kg elektroodpadu na obyvatele daného státu má členský stát EU od 1. 1. 2019 prokazovat splnění cílů sběrem buď 85% elektroodpadu vyprodukovaného na svém území nebo 65% hmotnosti veškerého elektrického a elektronického zařízení uvedeného v členské zemi na trh (tedy vyrobeného i dovezeného) v ročním průměru za poslední tři roky.
Na rozdíl od předchozí verze, která znamenala především vykazování elektroodpadů ze zařízení pro občanské použití se mění nejen vykazované kategorie, ale především se zahrnuje daleko větší počet elektrozařízení pro profesionální a průmyslové použití. Například i antény a anténní kabely k nim, RFID čipy, náplně do tiskáren pokud mají elektronické obvody.
Je celkem 10 kategorií výjimek, na které se reportovací povinnost nevztahuje. Jde například o veškerá zařízení pro napětí vyšší než 1000 V střídavých nebo 1500 V stejnosměrných, "zařízení" neschopná funkce samostatně, ale až po zabudování do jiného zařízení (typicky například součástky), klasické vláknové žárovky, elektromobily, pevná elektroinstalace v budovách, stabilní průmyslové linky a velké stroje.

## Skupiny zařízení
Podle novely z roku 2012 se OEEZ dělí do těchto skupin:
- Zařízení pro tepelnou výměnu (lednice, mrazáky, klimatizace atd.),
- Obrazovky, monitory a zařízení obsahující obrazovky o ploše větší než 100 cm²,
- Světelné zdroje (zářivky, výbojky, LED světelné zdroje),
- Zařízení, jejichž kterýkoliv vnější rozměr přesahuje 50 cm, kromě zařízení náležejících do předchozích skupin (pračky, sporáky, hudební zařízení, elektronické nástroje apod.),
- Malá zařízení informačních technologií a telekomunikační zařízení, jejichž žádný vnější rozměr nepřesahuje 50 cm,
- Malá zařízení, jejichž žádný vnější rozměr nepřesahuje 50 cm, kromě zařízení náležejících do předchozích skupin (domácí spotřebiče, spotřební elektroniku, hračky, vybavení pro volný čas apod.).[1]

## Související směrnice
Podobným způsobem má ochranu životního prostředí podpořit i směrnice o sběru baterií (č. 2006/66/EU, 2013/56/EU) a směrnice o vyloučení některých nebezpečných látek v elektrických a elektronických zařízeních (Restriction of Hazardeous Substances).